# Михаленков, Ефим Андреевич
Ефим Андреевич Михаленков (1909—1992) — лётчик-штурмовик, Герой Советского Союза.

## Биография
Родился в деревне Ермаки (ныне Гнёздовского сельсовета Смоленского района), в 1919 году поступил в 19-ю Советскую школу, затем — курсы по подготовке в ВУЗ и в 1930 году стал студентом Московского института инженеров связи. По комсомольскому набору Михаленков направлен в авиационное училище ГВФ в Балашове, по окончании которого с 1938 года работал штурманом и лётчиком-инструктором Смоленского аэроклуба.
На фронте с 1941 года. С мая 1943 года — командир эскадрильи 78-го гвардейского штурмового авиаполка, участник Сталинградской и Курской битв, освобождения Украины, Польши, Битвы за Берлин. В годы Великой Отечественной войны выполнил 275 боевых вылета, сбив в воздушных боях 6 и уничтожив на земле 21 самолёт противника, 34 танка, 65 автомашин, 7 складов с горючим и боеприпасами, 53 орудия и большое количество живой силы противника.
За боевые успехи награждён орденами Ленина, Александра Невского, 2 орденами Красного Знамени, 2 орденами Красной звезды, орденом Богдана Хмельницкого III степени, Отечественной войны I и II степеней и другими орденами и медалями. Указом Президиума Верховного Совета СССР от 13 апреля 1944 года Михаленкову Ефиму Андреевичу было присвоено звание Героя Советского Союза.
После войны на командных должностях, с 1953 года жил в Москве, начальник 1-го Московского аэроклуба. Уволен в запас в 1960 году.